# Reserva Natural de Kalana
A Reserva Natural de Kalana é uma reserva natural localizada no condado de Hiiu, na Estónia.
A área da reserva natural é de 33 hectares.
A área protegida foi fundada em 2013 para proteger os valiosos tipos de habitats e espécies ameaçadas em Kalana e Kaleste.